# 뱀파이어 (1985년 영화)
뱀파이어(Lifeforce)는 미국에서 제작된 토브 후퍼 감독의 1985년 공포, SF 영화이다. 스티브 레일즈백 등이 주연으로 출연하였고 메나헴 골란 등이 제작에 참여하였다.

## 출연

### 주연
- 스티브 레일즈백
- 피터 퍼스

### 조연
- 프랭크 핀레이
- 패트릭 스튜어트
- 마이클 고더드
- 니콜라스 볼
- 마틸다 메이

## 제작진
- 원작자: 콜린 윌슨
- Ass-PD: 마이클 J. 케이건
- 미술: 존 그레이스마크
- 특수효과: 존 다이크스트라
- 특수효과: 존 갠트
- 특수효과: 닉 맬리
- 의상: 카린 후퍼
- 의상: 타이니 니콜스